# Mwanza
Mwanza je středně velké přístavní město na jižních březích Viktoriina jezera v severozápadní Tanzanii. S počtem obyvatel 1 104 521 v roce 2022 je to druhé největší město v zemi po Dar es Salaamu. Mwanza je také hlavní město stejnojmenného regionu.

## Přírodní poměry a klima
Město leží v nadmořské výšce 1144 m n. m. Obklopují jej kopce s charakteristickými obrovskými balvany. Roční úhrn srážek zde činí okolo 1000 mm.

## Administrativní dělení
Město se dělí na 18 místních částí.

## Historie
V roce 1858 stanul na kopci nad městem John Hanning Speke, který jako první Evropan spatřil Viktoriino jezero. Tento jeho břeh připadl Německu a jeho kolonii s názvem Německá východní Afrika. Roku 1890 zde Němci zbudovali malou osadu kterou pojmenovali Muansa, pravděpodobně tento název vznikl zkomolením slova Nyanza, které používali místní obyvatelé pro jezero. Systematická výstavba domů byla realizována v období od roku 1892. Na ústí řeky Boma také vznikal přístav. Na počátku 20. století zde vznikly i plantáže na pěstování bavlny. Postavena byla i meteorologická stanice, radiová stanice apod. Roku 1916 město dobyli britští vojáci. Od té doby byla Mwanza součástí britské kolonie.
V 20. letech 20. století zde bylo objeveno zlato a roku 1928 sem byla zavedena i železnice. Zlato umožnilo hospodářský vzestup a populační růst, nicméně v 70. letech 20. století byla jeho ložiska vytěžena, což vedlo k hospodářskému úpadku města. V závěru dekády bylo město poničeno během války se sousední Ugandou. Cílem byl střed města ale také přístav. Na začátku 90. let minulého století došlo k oživené poté, co společnost Anglogold Ashanti objevila další ložiska zlata v blízkosti Mwanzy. V téže době také sloužilo jako základna pro distribuci humanitární pomoci pro válečnou zóny v nedaleké Rwandě a Burundi. 
Dramatický nárůst počtu obyvatel trvá i v 21. století. Zatímco roku 2002 zde žilo 385 810 obyvatel, v roce 2012 to bylo již 706 453 a do třetí dekády uvedeného století vstupovala Mwanza již s milionem lidí. Ve spolupráci s Evropskou unií byly v uvedeném desetiletí modernizovány místní trhy a autobusová stanice.

## Ekonomika
Druhé největší město Tanzanie je ekonomickým centrem celé Jezerní oblasti. Stojí zde pivovar společnosti Tanzania Breweries.
Nejčastějším povoláním na březích Viktoriina jezera je rybaření. V regionu Mwanza se nejčastěji vyskytuje sladkovodní ryba Robalo nilský.
Významné je i v 21. století pěstování bavlny.

## Doprava
Mezinárodní letiště Mwanza–Viktoriino jezero leží cca 10 km severovýchodně od města. Pravidelné jsou lety do Dar es Salaamu a dalších měst v rámci země i regionu. 
Na břehu jezera se také nacházejí dva přístav, severní pro cestující a náklad, jižní pro náklad (především pro ropu). Město má rovněž dvě autobusové stanice. 

## Životní prostředí
Milionové město na břehu jezera s omezenými možnostmi odpadového hospodářství a kanalizace znečišťuje vody Viktoriina jezera. Město organizuje svoz odpadu ze všech městských částí, jeho jednotlivé složky nicméně nejsou recyklovány.

## Partnerská města
- Tampere, Finsko
- Tifariti, Západní Sahara
- Würzburg, Německo

## Galerie

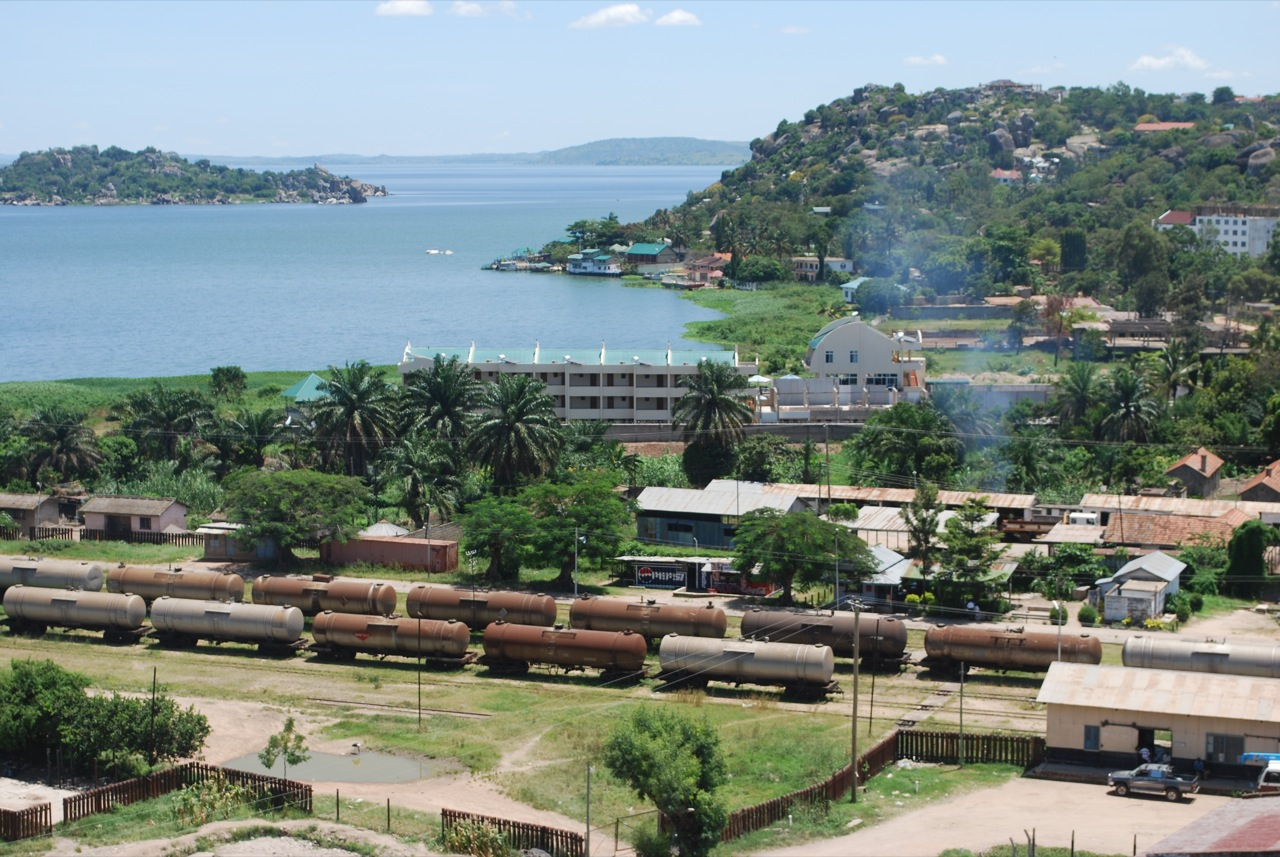
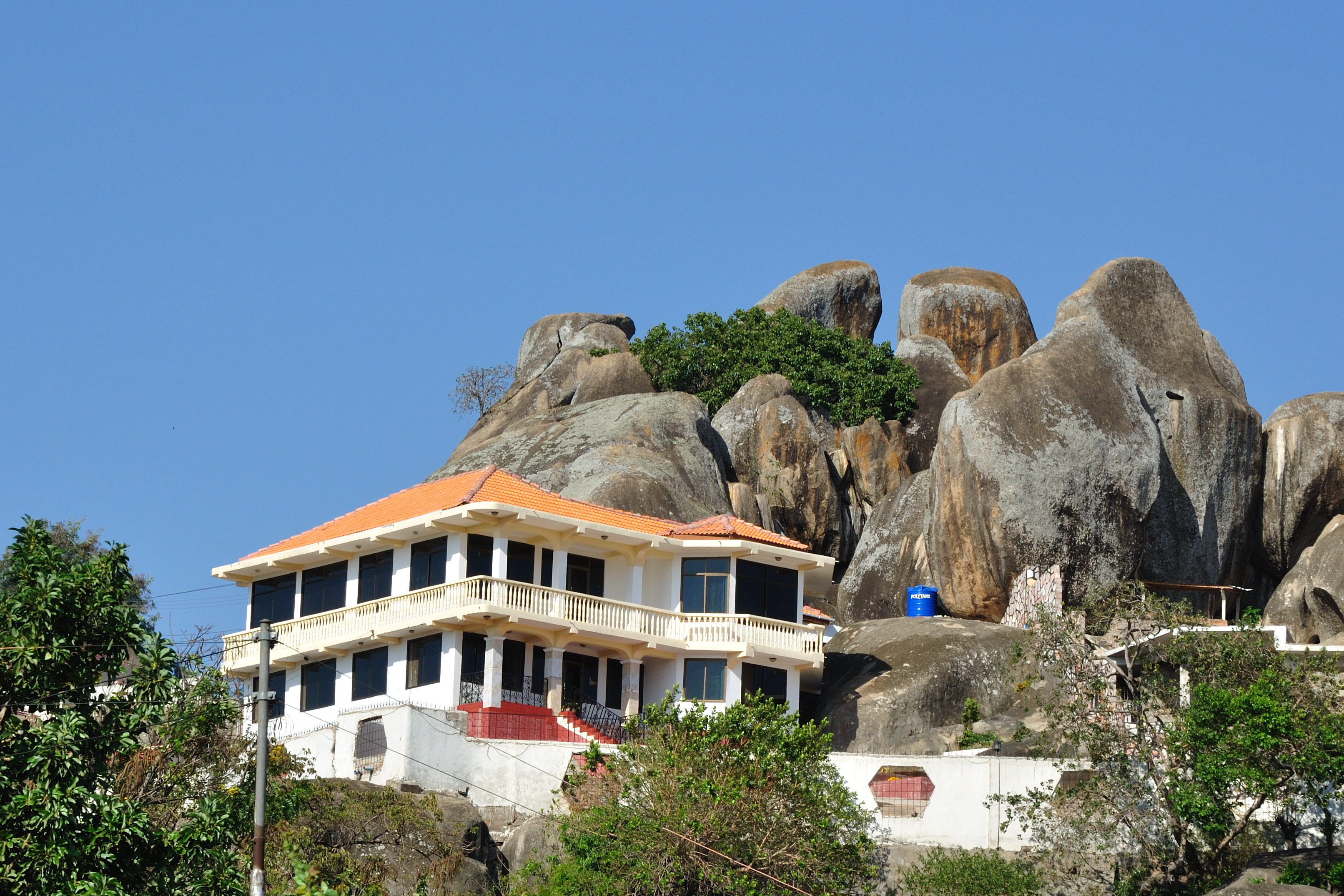
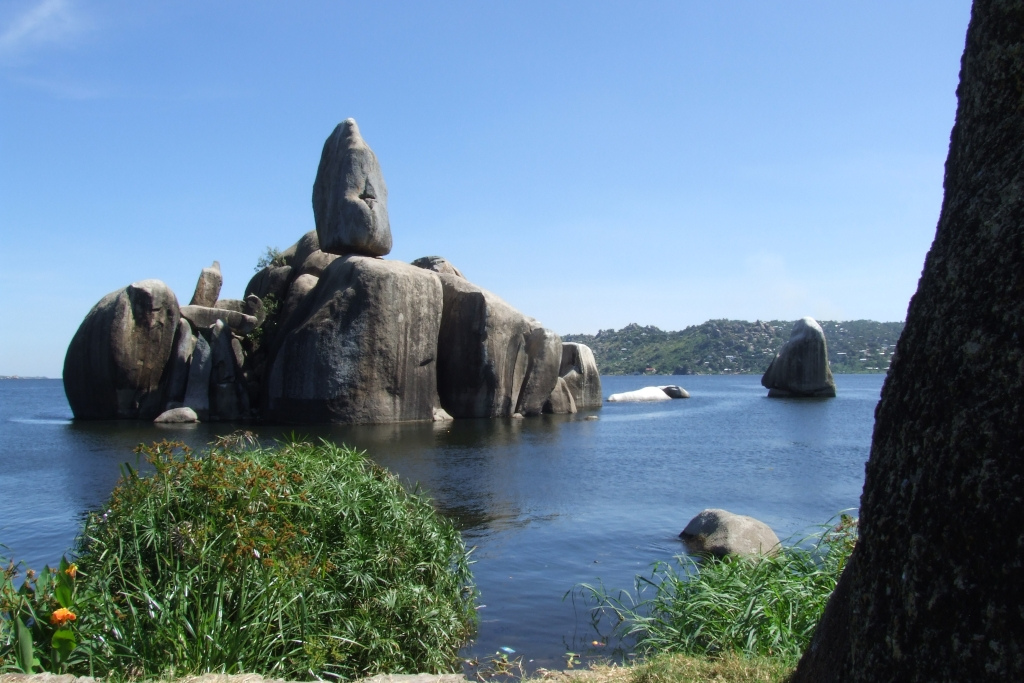
Bismarckova skála
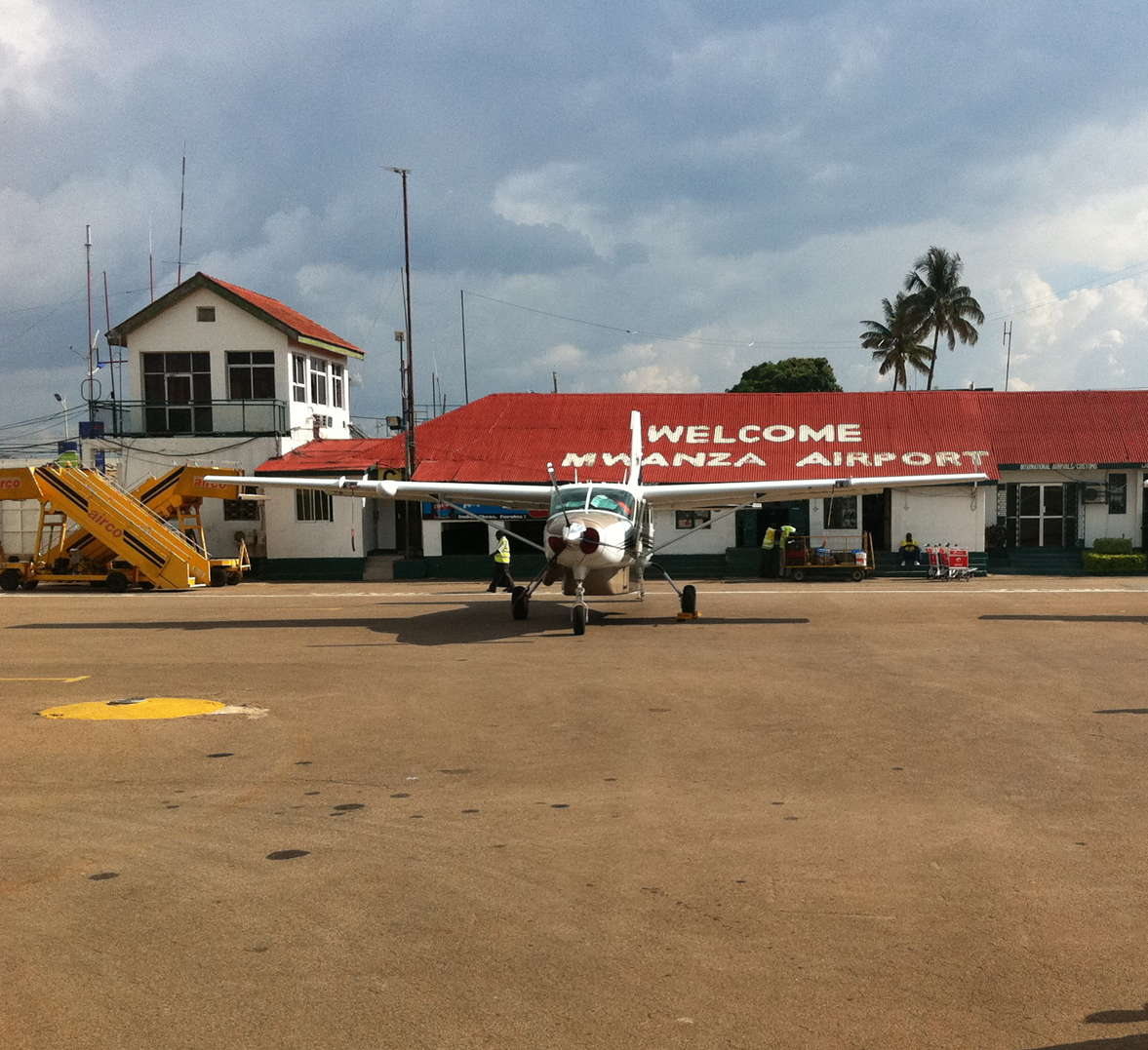
Letiště